# 床田裕亮
床田 裕亮（とこた ゆうすけ、1995年5月10日 - ）は、ジャパンラグビーリーグワン埼玉パナソニックワイルドナイツに所属するラグビー選手。

## プロフィール
- 神奈川県出身[1]。
- ポジションはプロップ(PR)。
- 身長 181 cm、体重 110 kg
- ニックネームはゆうすけ[2]、ゆっけ。
- 3兄弟で弟の聖悟（現・日野レッドドルフィンズ）・淳貴（現・明治大学）もラグビー選手[3]。

## 略歴
小学3年生からラグビーを始めた。
2014年、桐蔭学園高校卒業後、中央大学に入る。
2018年、中央大学卒業後、パナソニック ワイルドナイツ(現・埼玉パナソニックワイルドナイツ)に加入。
2022年2月5日に行われたJAPAN RUGBY LEAGUE ONE第5節NTTコミュニケーションズ シャイニングアークス東京ベイ浦安戦にて途中出場で公式戦初出場を果たした。